# Покуса, Алексей Александрович
Алексей Александрович Покуса — советский хозяйственный, государственный и политический деятель, Герой Социалистического Труда.

## Биография
Родился в 1926 году в селе Займанка. Член КПСС.
С 1941 года — на хозяйственной, общественной и политической работе. В 1941—1997 гг. — работник танкового завода в Нижнем Тагиле, на службе на Тихоокеанском флоте, руководитель технического отдела, главный инженер, директор завода «Сельхоздеталь».
В 1967 году назначен директором Днепропетровского комбайнового завода имени К. Е. Ворошилова. Сумел добиться резкого увеличения производства, нормализации условий труда работников. На заводе был разработан и освоен в производстве свеклоуборочный комбайн «Славутич» РКМ-6, обрабатывавший за день 18 гектаров полей вместо 3 гектаров у предыдущих образцов. Комбайн использовался не только в СССР, но и поставлялся на экспорт в Болгарию, Швецию, Францию, Югославию и ряд других стран. Также были разработаны и освоены в производстве свеклопогрузчики высокой производительности. Завод выпускал до 10 000 комбайнов и 5000 погрузчиков в год. Большое внимание уделял развитию социально-культурной сферы завода. Были построены лечебные корпуса 3-й и 7-й городских больниц, пять заводских столовых, отремонтированы дороги.
Завод 15 лет подряд завоевывал переходящее Красное знамя, трижды был награжден Почётным знаком ЦК КПСС, Совета Министров, ВЦСПС и ЦК ВЛКСМ.
Указом Президиума Верховного Совета СССР от 8 августа 1984 года за выдающиеся заслуги в создании и организации выпуска новой сельскохозяйственной техники, внедрение прогрессивных методов повышения эффективности производства Покусе Алексею Александровичу присвоено звание Героя Социалистического Труда с вручением ордена Ленина и золотой медали «Серп и Молот».
Делегат XXVII съезда КПСС.
За разработку и внедрение в производство высокопроизводительных машин РКС-6, РКС-4 для уборки сахарной свёклы в основной и поливной зонах свеклосеяния был в составе коллектива удостоен Государственной премии СССР в области техники 1980 года.
За разработку и внедрение в производство комплекса машин для механизации уборки кормовых корнеплодов был в составе коллектива удостоен Государственной премии Украины в области техники 1992 года.
Умер в Днепропетровске в 2014 году.

## Награды и звания
- Награждён 2 орденами Ленина (10.03.1981; 08.08.1984), 2 орденами Трудового Красного Знамени (05.04.1971; 16.03.1976), орденом Дружбы народов, медалями.
- Юбилейная медаль «20 лет независимости Украины» (19 августа 2011 года) — за значительный личный вклад в социально-экономическое, научно-техническое и культурно-образовательное развитие Украинского государства, весомые трудовые достижения и многолетний добросовестный труд[1]
- Лауреат Государственной премии СССР (1980, за разработку и внедрение в производство высокопроизводительных машин РКС-6, РКС-4 для уборки сахарной свёклы в основной и поливной зонах свеклосеяния),
- лауреат Государственной премии Украины (1992, за разработку и внедрение в производство комплекса машин для механизации уборки кормовых корнеплодов).
- Заслуженный изобретатель Украинской ССР.